# Valencia del Mombuey
Valencia del Mombuey – gmina w Hiszpanii, w prowincji Badajoz, w Estramadurze, o powierzchni 74,95 km². W 2011 roku gmina liczyła 797 mieszkańców.